# Jeníkov (Teplicei járás)
Jeníkov település Csehországban, Teplicei járásban. Jeníkov Hrob, Lahošť, Duchcov, Teplice, Košťany és Háj u Duchcova településekkel határos. Lakosainak száma 874 fő (2024. január 1.).

## Népesség
A település lakosságának változását az alábbi diagram mutatja:
| Lakosok száma | 871  | 1958 | 2188 | 1248 | 938  | 884  | 865  | 856  | 908  | 874  |
|               | 1869 | 1900 | 1921 | 1961 | 1980 | 2011 | 2016 | 2019 | 2021 | 2024 |